# Stadion Alaszkert
Stadion Alaszkert (do 2013 roku jako Stadion Nairi) – stadion sportowy w Erywaniu, stolicy Armenii. Został otwarty w 1960 roku. Może pomieścić 6850 widzów. Swoje spotkania rozgrywają na nim piłkarze klubu Alaszkert Erywań.